# 霍格施泰德
霍格施泰德（發音：[ˈhoːkˌʃteːdə]）是德国下萨克森州本特海姆伯国县的市镇，面积49.79平方千米，2023年12月31日人口为2,933人。